# 北京国际汽车博览中心
北京国际汽车博览中心（英語：Beijing International Auto Exposition Center），位于北京市昌平区北京宏福集团科技园区。

## 简介
经部分汽车品牌厂家建议，中国国际贸易促进委员会汽车分会、昌平区人民政府、庞大集团、宏福集团共同发起成立“北京国际汽车博览中心”，2013年6月在北京温都水城亮相。该中心的宗旨是：“建立面向中国13亿人口乃至周边亚洲国家汽车爱好者，展示当今世界各大品牌汽车的品牌文化、最新车型等的新平台。”这一平台将集新车展示、新车销售服务、全方位驾驶体验、汽车品牌博物馆为一身。
北京国际汽车博览中心位于北京宏福集团科技园区，该园区占地面积大约6000多亩。北京国际汽车博览中心建筑面积达到11万平方米，其中展示面积达到7.5万平米；建筑共15层，其中地下2层、地上5层、塔楼13层。